# Sara Eriksson (Handballspielerin)
Sara Linnéa Eriksson (* 13. April 1981 in Linköping, Schweden) ist eine ehemalige schwedische Handballspielerin.
Ab Sommer 2008 lief Eriksson für den Bundesligisten HC Leipzig auf, mit dem sie 2009 und 2010 die Meisterschaft gewann. In Leipzig beendete sie 2011 ihre Karriere. Zuvor spielte die 1,82 m große Rückraumspielerin für Lambohovs IF, RP IF, Team Eslöv IK, Gjerpen IF und FCK Håndbold.
Eriksson bestritt 126 Länderspiele für Schweden, in denen sie 167 Treffer erzielen konnte. Mit der Nationalmannschaft nahm sie an den Olympischen Spielen 2008 in Peking teil.